# Selenetherium kolleensis
Il seleneterio (Selenetherium kolleensis) è un mammifero proboscidato estinto, affine agli attuali elefanti. Visse nel Pliocene inferiore (4,5 – 4 milioni di anni fa) e i suoi resti fossili sono stati ritrovati in Ciad.

## Descrizione
Questo animale è noto solo per una mandibola incompleta, simile però a quella di altri elefantidi primitivi come Stegotetrabelodon e Stegodibelodon. La mandibola era priva di zanne inferiori, era corta, piuttosto alta e massiccia, con due rami orizzontali rigonfi. La sinfisi era corta ma ben distinta, leggermente inclinata verso il basso. Le parti taglienti dei molari erano grandi, con uno spesso strato di smalto. Le “valli” tra le parti taglienti avevano una caratteristica forma a V. Rispetto a Stegotetrabelodon e Stegodibelodon, la sinfisi mandibolare era più corta, ma rispetto a quella di un altro elefantide primitivo (Primelephas) era più sviluppata. Selenetherium si distingueva inoltre da queste forme per i molari dotati di parti taglienti a forma di mezzaluna (da cui il nome Selenetherium, “bestia – luna”).

## Classificazione
Selenetherium kolleensis venne descritto per la prima volta nel 2005 sulla base di una mandibola rinvenuta in Ciad, nella zona di Kollé. Questo fossile venne attribuito a una nuova specie di elefantidi, ritenuta un sister group dei Stegotetrabelodontinae, un gruppo di elefantidi arcaici caratterizzati dalla presenza di zanne inferiori. Selenetherium sembrerebbe il passo successivo verso l’origine degli elefanti odierni, e potrebbe essere vicino al più evoluto genere Primelephas.